# Inscripció del Dípilon

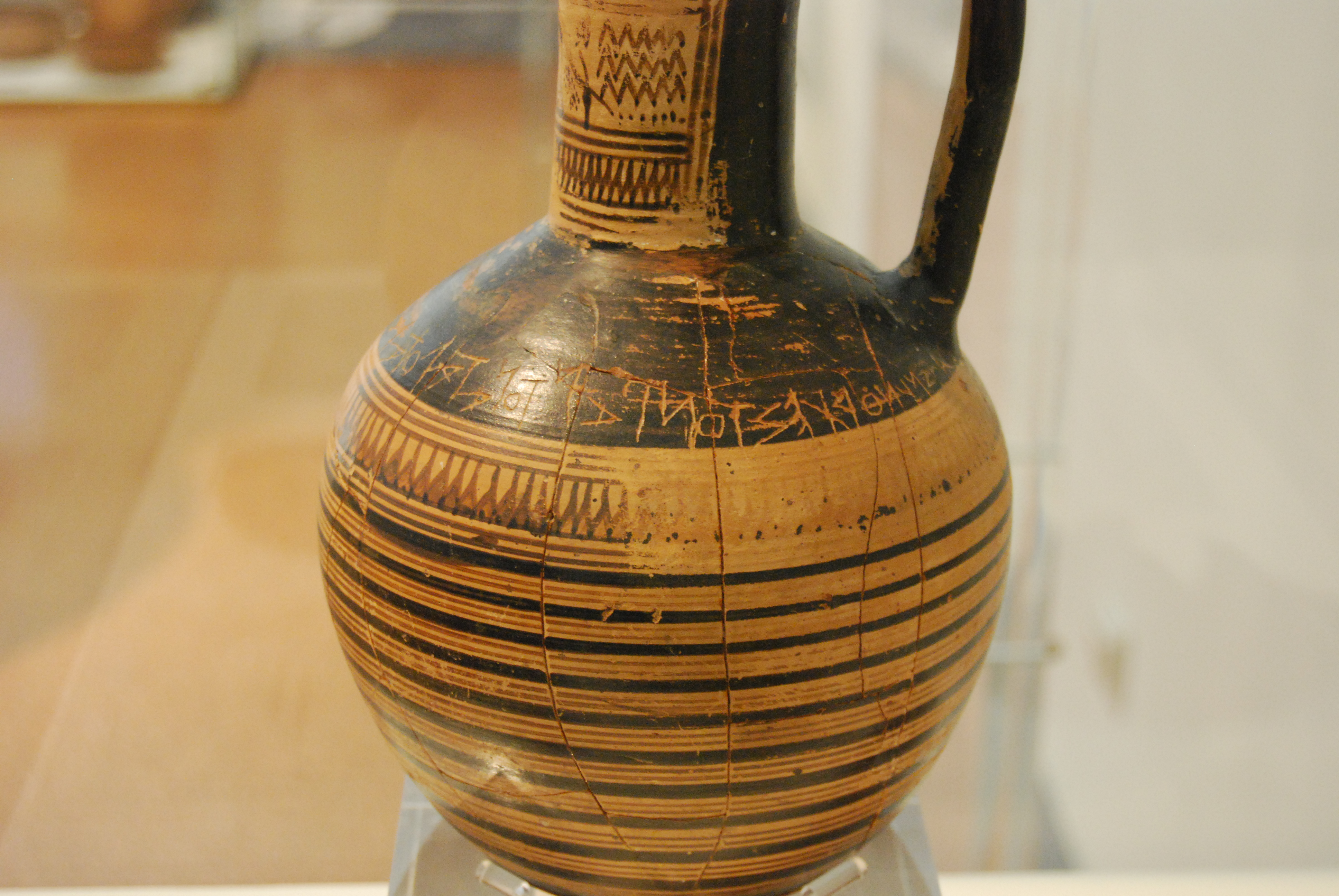
...(h)ος νῦν ὀρχεστôν πάντον ἀταλό(τατα)...

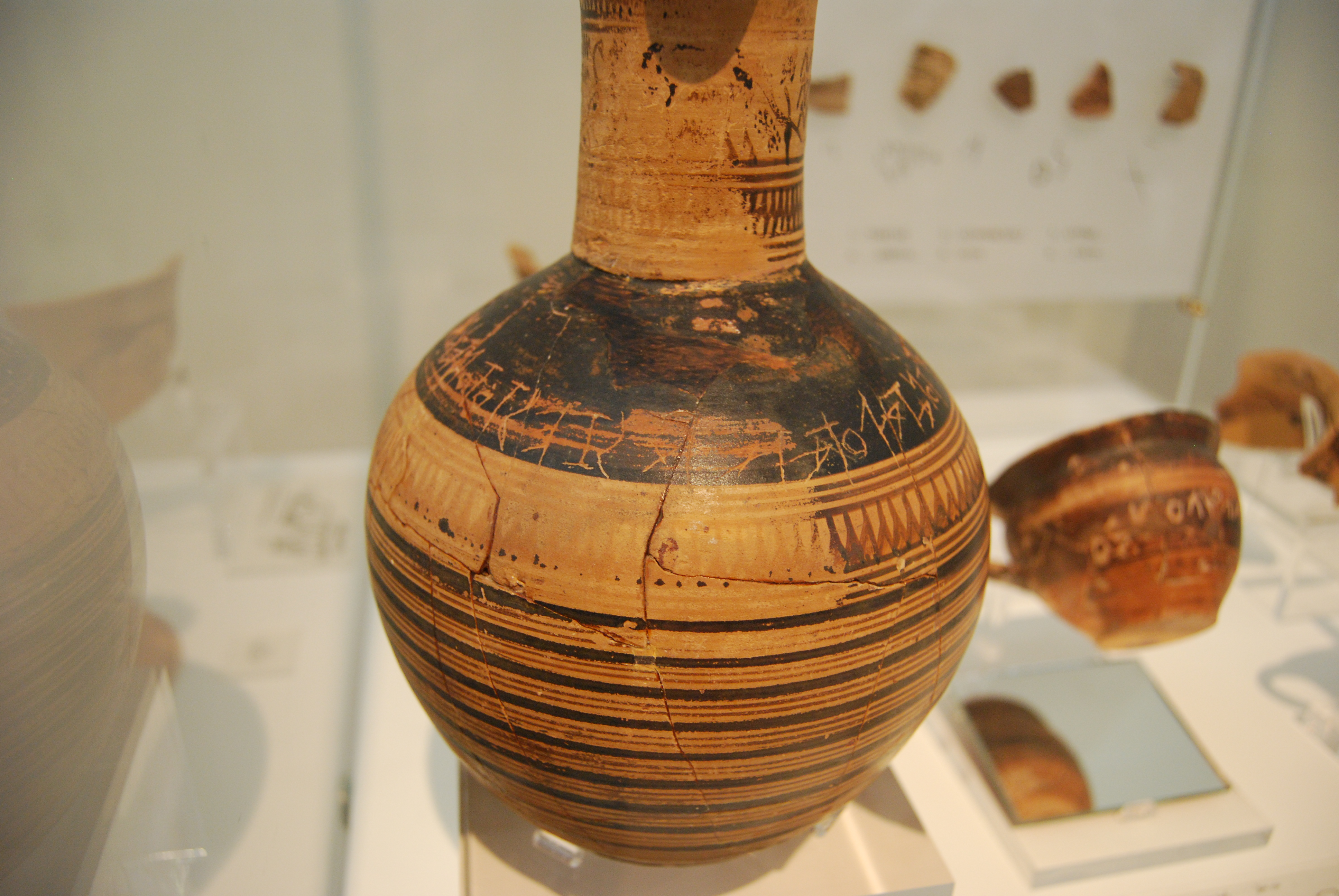
... ἀταλότατα παίζει, τô τόδε...

La inscripció del Dípilon (en llatí, Inscriptio Dipylonensis) és un text curt escrit en un pitxer de ceràmica datat del ca. 740 ae. És la mostra més antiga coneguda (o una de les més antigues) de l'ús de l'alfabet grec. El text està escrit en una enòcoa trobada al 1871 a prop de la porta Dípilon, a l'àrea del cementeri del Ceràmic d'Atenes. La gerra s'atribueix a l'època del període geomètric tardà (750 - 700 ae). Ara es troba al Museu Arqueològic Nacional d'Atenes (inv. 192).

## Text
El text està escrit en una forma arcaica de l'alfabet grec, amb algunes formes de lletra similars a les de l'alfabet fenici original. Està escrit de dreta a esquerra, amb les lletres individuals en forma d'espill; la inscripció es disposa en un cercle al voltant de la gerra. El text consta de 46 caràcters, dels quals els primers 35 poden llegir-se com un hexàmetre en grec antic. Es creu que la resta fragmentada era el començament de la segona estrofa d'un dístic, però la interpretació exacta no n'és clara. El text defineix l'enòcoa com un premi en un concurs de ball. Es tradueix com: «qui dels ballarins balla ara més lleuger...» i en la segona línia diu alguna cosa com «... m'obtindrà com el seu premi [la gerra]».
El text diu:
ΗΟΣΝΥΝΟΡΧΕΣΤΟΝΠΑΝΤΟΝΑΤΑΛΟΤΑΤΑΠΑΙΖΕΙΤΟΤΟΔΕΚΛΜΙΝ
En les edicions acadèmiques modernes el transcriuen:
hος νῦν ὀρχεστôν πάντον ἀταλότατα παίζει,
τô τόδε κλ[.]μιν[...]
Traducció literal:
Qui de tots aquests ballarins ho fa ara més delicadament, a ell aquest...

## Inscripcions més antigues
Es creu que entre la inscripció del Dípilon i l'anomenada copa de Nèstor hi ha la més antiga inscripció coneguda en alfabet grec. La copa de Nèstor, que també duu una inscripció en vers, es trobà en una excavació en l'antiga colònia grega de Pithekoussai a l'illa d'Ischia, a Itàlia, i es considera que és tan antiga com la inscripció del Dípilon o lleument menys.